# Pontone

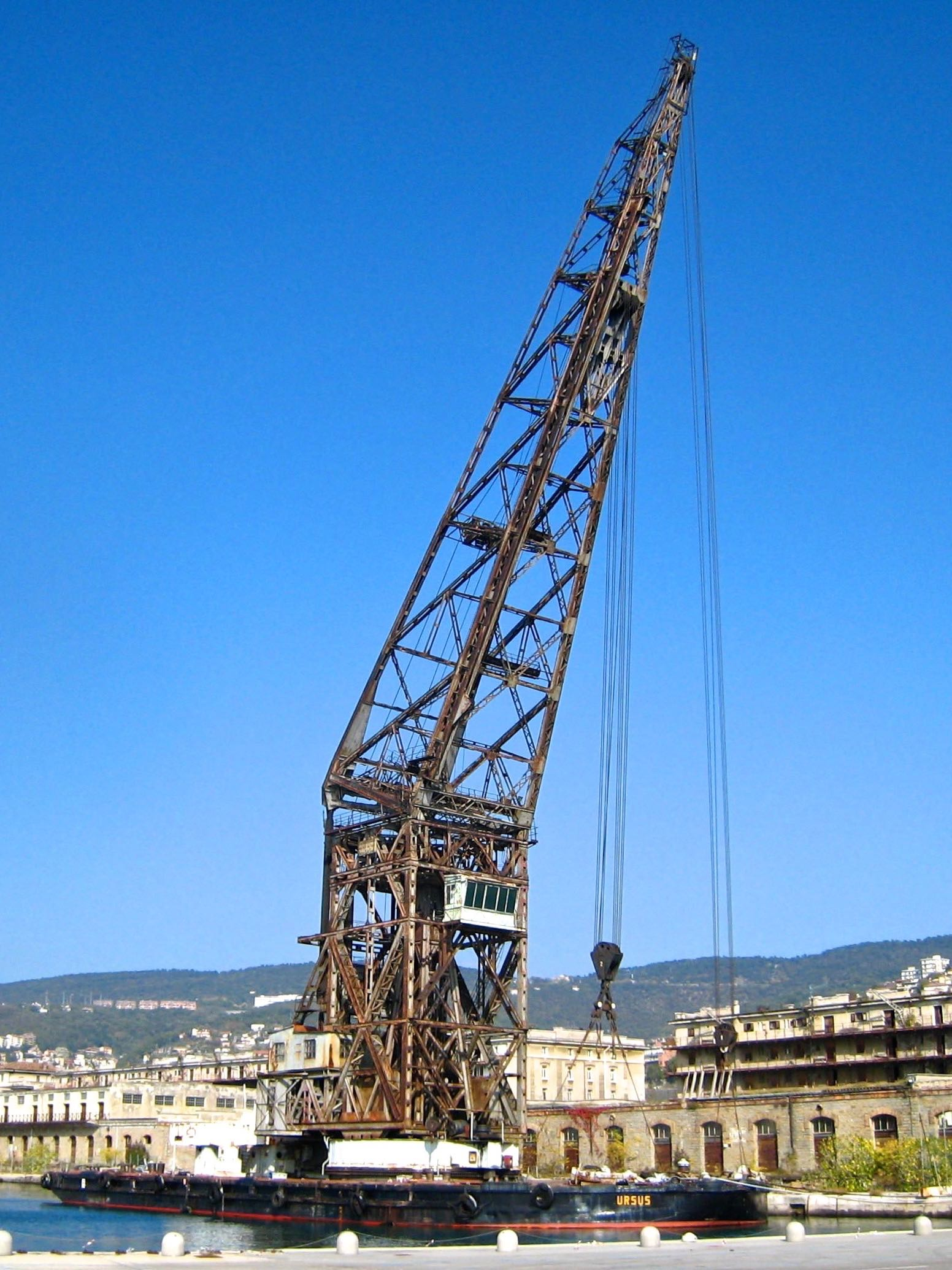
La gru "Ursus" montata su pontone a Trieste.

Il pontone è un tipo di galleggiante, generalmente di forma parallelepipeda, usato come piattaforma galleggiante per il trasporto di merci di qualsiasi tipo o per eseguire lavorazioni sopra e sotto il livello libero del liquido in cui galleggia.

## Caratteristiche
Esso è di norma rimorchiato, ma può essere anche autopropulso (motopontone); può essere semisommergibile e comunque inclinabile fino ai limiti di possibilità di uso in sicurezza dei mezzi di sollevamento, mobili o fissi, di cui è dotato o dei limiti stabiliti dai registri di classificazione.
Allestimenti particolari di questo tipo di natante permettono la posa in opera di tubi e cavi sottomarini di qualsiasi genere, il montaggio di piattaforme in mare aperto di qualsiasi tipo e dimensione (ad esempio come bacino galleggiante) e l'uso dello stesso come piattaforma galleggiante di appoggio per lavori subacquei.

### Significato specifico in Venezia

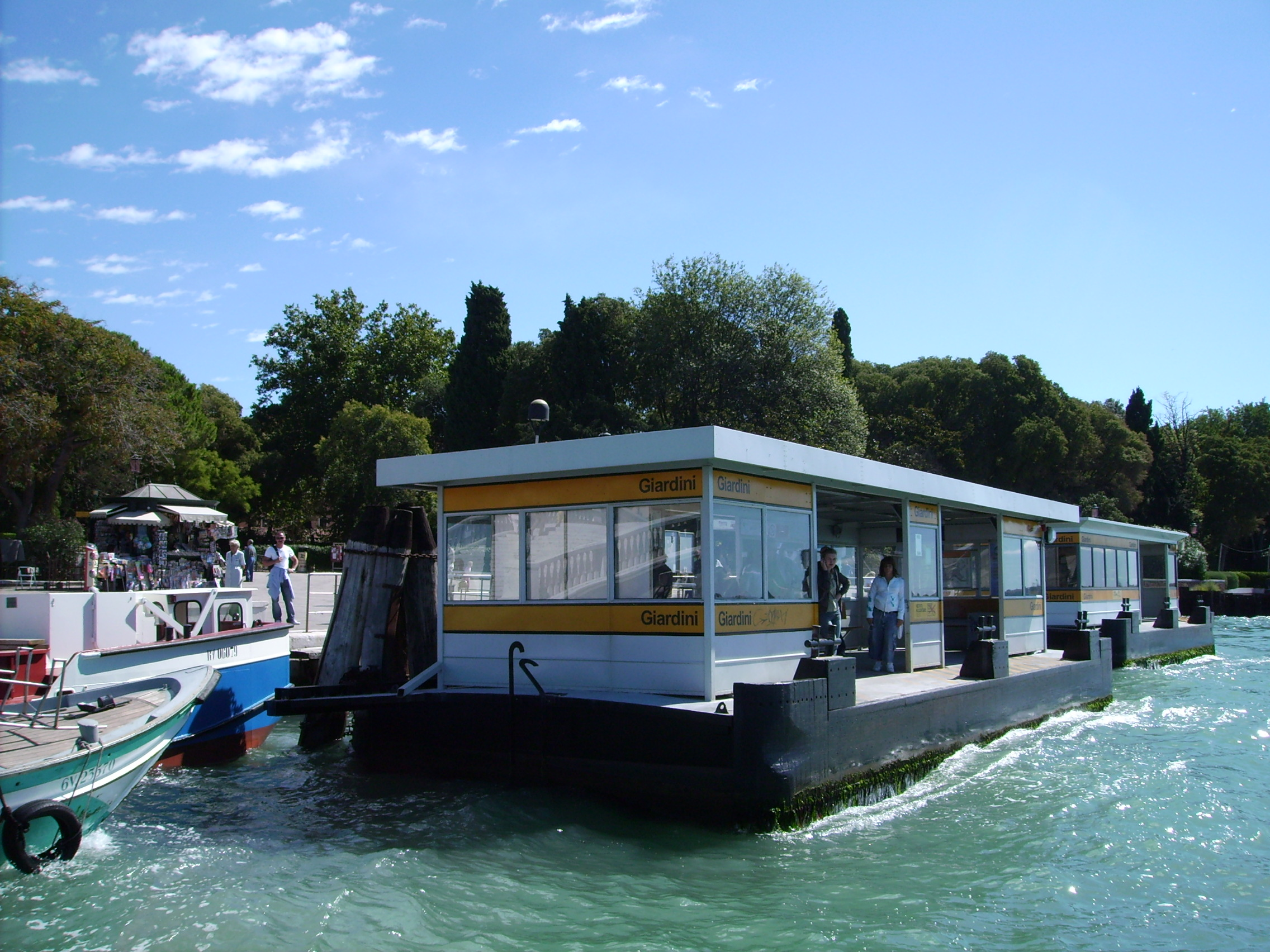
Pontone del vaporetto a Venezia

A Venezia il pontone è una piattaforma galleggiante coperta e collegata alla riva, dove attraccano ed effettuano fermata i vaporetti, classici mezzi di trasporto pubblico di linea lagunari; si tratta di un particolare tipo di pontile galleggiante generalmente coperto, attrezzato come punto di sosta per mezzi pubblici.
L'utilizzo dei pontoni per l'ormeggio dei vaporetti è necessario per compensare le variazioni del livello della laguna durante la giornata.
Il pontone può essere ormeggiato a un pontile a palafitta in legno, o ad un molo in calcestruzzo armato (es. alla fermata S. Zaccaria), oppure direttamente alla riva (es. alla fermata Riva de Biasio).
Il collegamento tra pontile e pontone, o tra riva e pontone, avviene attraverso una o due passerelle in acciaio.
L'insieme costituito da pontile/molo, passerelle e pontone viene localmente denominato imbarcadèro (imbarcadero).

## Particolarità
Nella Nubia (Sudan del Nord) si utilizzano chiatte diesel per passare da una riva all'altra del fiume (che da Khartoum in poi è uno solo, giacché le acque del Nilo Azzurro e del Nilo Bianco si uniscono nella capitale sudanese). Vengono chiamate Pon-ton e sono manovrate con un singolare sistema: il macchinista determina il numero di giri del motore (dunque la velocità) e il "capitano" (su una struttura sopraelevata) comunica la rotta con un codice fatto di colpi di metallo dati con un arnese sulla struttura di ferro in modo che il macchinista possa gestire anche la direzione.